# Stauropus mediolinea
Stauropus mediolinea är en fjärilsart som beskrevs av Rothschild 1917. Stauropus mediolinea ingår i släktet Stauropus och familjen tandspinnare. Inga underarter finns listade i Catalogue of Life.